# 市村慶三

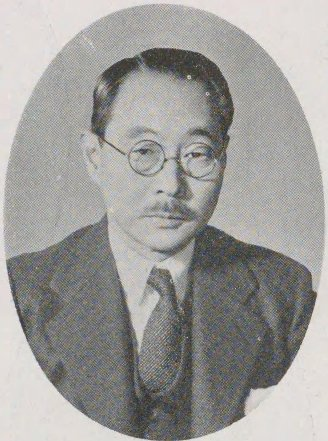
市村慶三

市村 慶三（いちむら けいぞう、1884年（明治17年）2月28日 - 1959年（昭和34年）1月8日）は、日本の内務官僚、政治家。県知事、京都市長。旧姓・古川。

## 経歴
京都府出身。古川専太郎の三男として生まれ、市村貞蔵の養子となる。第三高等学校を経て、1910年、東京帝国大学法科大学法律学科を卒業。同年11月、文官高等試験行政科試験に合格。内務省に入り北海道庁属となる。
以後、北海道庁警視、神奈川県橘樹郡長、千葉県・兵庫県の各理事官、奈良県警察部長、皇宮警察長、内務省参事官兼宮内事務官、神奈川県書記官・内務部長、警視庁書記官・官房主事などを歴任。
1926年8月、福井県知事に就任。以後、愛媛県・三重県の各知事を経て、1931年11月、鹿児島県知事に就任。鹿児島飛行場建設や、大島郡産業振興計画の推進に尽力。足立内務部長との対立により、1935年1月、両者とも休職となり、市村は同年に退官した。
1935年5月に京都市助役、1936年6月に京都市長に就任し、1940年6月まで在任した。

## 石碑
鹿児島県鹿児島中央家畜保健衛生所(旧鹿児島県蚕業試験場・鹿児島県日置市)には、市村が揮毫した石碑(かつて鹿児島県蚕業試験場大隅支場にあったとされる)があり、「鹿児島県知事 市村慶三」「昭和9年3月12日」と確認できる。